# Dravidosaurus blanfordi
Il dravidosauro (Dravidosaurus blanfordi) era un rettile estinto, probabilmente appartenente ai plesiosauri. Visse nel Cretaceo superiore (Coniaciano, circa 88 milioni di anni fa) e i suoi resti fossili sono stati ritrovati in India. È stato a lungo considerato un dinosauro.

## Classificazione
Questo animale è stato descritto per la prima volta nel 1979, sulla base di alcuni resti fossili frammentari comprendenti un cranio parziale, un dente e alcuni elementi inizialmente interpretati come piastre. Gli autori della descrizione, Yadagiri e Ayyasami, considerarono questi fossili come appartenenti a uno stegosauro, un dinosauro erbivoro corazzato, l'ultimo e il più piccolo rappresentante del suo gruppo.
Studi successivi (Chatterjee e Rudra, 1996) determinarono che questi resti non appartenevano a un dinosauro, bensì a un plesiosauro; le "piastre" erano probabilmente ossa delle zampe e del cinto altamente danneggiate. In ogni caso, la scarsa qualità dei resti impedisce una corretta classificazione né tantomeno una ricostruzione.
Il nome Dravidosaurus significa "lucertola Dravidanadu", in riferimento alla regione dell'India meridionale in cui furono scoperti i fossili, nei pressi di Ariyalur nello Stato di Tamil Nadu.